# Litslits
Litslits – miejscowość w Vanuatu, w prowincji Malampa, na wyspie Malekula. Znajduje się na południe od miasta Lakatoro. 1 391 mieszkańców (2013). W miejscowości wybudowana przystań, która służy w celu wygodnego połączenia pasażerskiego z wyspą Malekula. Co tydzień kursuje tu szybki katamaran Fresh Cargo z siedzeniami dla około 60 pasażerów.